# Svensk mesterskab i ishockey 1928
Det svenske mesterskab i ishockey 1928 var det syvende svenske mesterskab i ishockey for mandlige klubhold. Mesterskabet havde deltagelse af fem klubber og blev afvikles som en cupturnering i perioden 27. februar - 2. marts 1928.
Mesterskabet blev vundet af IK Göta, som dermed vandt mesterskabet for femte gang i alt og anden sæson i træk. I SM-finalen vandt holdet med 4-3 over Södertälje SK, som var i finalen for anden gang, men som hermed tabte sin første finale.

## Resultater

### Første runde
| Dato      | Kamp                          | Res. |
| --------- | ----------------------------- | ---- |
| 27. febr. | Djurgårdens IF - Karlbergs BK | 5–0  |

### Semifinaler
| Dato      | Kamp                        | Res. |
| --------- | --------------------------- | ---- |
| 29. febr. | IK Göta - Djurgårdens IF    | 6–2  |
| 29. febr. | Södertälje SK - Hammarby IF | 6–2  |

### Finale
| Dato     | Kamp                    | Res. |
| -------- | ----------------------- | ---- |
| 2. marts | IK Göta - Södertälje SK | 4–3  |

## Mesterholdet
IK Göta's mesterhold bestod af følgende spillere:
- Georg Brandius-Johansson (4. SM-titel)
- Gunnar Galin (2. SM-titel)
- Birger Holmqvist (4. SM-titel)
- Gustav Johansson (2. SM-titel)
- Einar Lundell (5. SM-titel)
- Åke Nyberg (4. SM-titel)
- Curt Sucksdorff (1. SM-titel)
- Einar Svensson (5. SM-titel)